# Valeria Lois
Valeria Lois (Buenos Aires, 15 de febrero de 1973) es una actriz argentina de cine, teatro y televisión.

## Biografía
Nacida en Buenos Aires se formó con los Maestros Hugo Midón, Pompeyo Audivert, Ciro Zorzoli, Paco Giménez, Alejandro Catalán, Augusto Fernandes y Guillermo Angelelli.  
Entre 1997 y 2007 formó parte de Grupo Sanguíneo junto con Lorena Vega, Martín Piroyansky y Juan Pablo Garaventa, con ellos presentó las obras Capítulo XV, AFUERA y Kuala Lumpur estas dos últimas dirigidas por Gustavo Tarrio.
En la década del 90, participó en Museo Soporte y Muestra Marcos, dos experimentos teatrales dirigidos por Pompeyo Audivert, también en Abasto en sangre con dirección de Tony Lestingi y el espectáculo infantil El imaginario del 90 de Hugo Midón, dirigido por Hugo Midón y Héctor Malamud.

## Filmografía

### Cine
| Año  | Título                                   | Papel                | Notas        |
| ---- | ---------------------------------------- | -------------------- | ------------ |
| 1999 | Que mar la noche!                        | Chica                | Cortometraje |
| 2001 | La orilla                                | Soledad              | Cortometraje |
| 2008 | Oroculos                                 | Sofía                | Cortometraje |
| 2009 | Il richiamo                              | Inés                 |              |
| 2010 | Cadáver exquisito (una historia de amor) | Clara                | Cortometraje |
| 2010 | Hortensia                                | Mary Flores          | Cortometraje |
| 2011 | La carrera del animal                    | Julia                |              |
| 2011 | Un amor                                  | Nora                 |              |
| 2011 | La pileta                                | Leonor               | Cortometraje |
| 2011 | Juntos para siempre                      | La flaca             |              |
| 2012 | Los quiero a todos                       | Raquel               |              |
| 2014 | Historia del miedo                       | Beatriz              |              |
| 2015 | Francisco: El padre Jorge                | Felicitas            |              |
| 2015 | Trato                                    | Laura                | Cortometraje |
| 2016 | La larga noche de Francisco Sanctis      | Elena                |              |
| 2016 | Onión                                    | Martha Gómez Solucci | Cortometraje |
| 2017 | Los territorios                          | Mercedes             |              |
| 2017 | Doce clavos                              | Érica                | Cortometraje |
| 2017 | El futuro que viene                      | Liliana              |              |
| 2017 | El corral                                | Teresa               |              |
| 2018 | Re loca                                  | Isabel               |              |
| 2019 | Los tiburones                            | Madre de Rosina      |              |
| 2019 | Anoche                                   | Emma                 |              |
| 2019 | Los adoptantes                           | Cecilia              |              |
| 2019 | No soy tu mami                           | Antonia              |              |
| 2019 | Los sonámbulos                           | Inés                 |              |
| 2020 | Las siamesas                             | Stella               |              |
| 2021 | El perro que no calla                    | Jefa                 |              |
| 2023 | Somos las dos                            | Clara                | Cortometraje |
| 2024 | Temas propios                            | Virginia             |              |
| 2024 | El agrónomo                              | Ana                  |              |
| 2024 | Adulto                                   | Damiana              |              |
| 2025 | Magic Farm                               | Popa                 |              |
| 2025 | Mensaje en una botella                   | Mariel               |              |

### Televisión
| Año       | Título                               | Papel               | Notas                          |
| --------- | ------------------------------------ | ------------------- | ------------------------------ |
| 2009      | Dirígeme: la venganza                | Amiga de Vera       |                                |
| 2010      | Para vestir santos                   | Solange             |                                |
| 2011      | La defensora                         | Abogada             |                                |
| 2011      | El puntero                           | Esposa              |                                |
| 2013      | Por ahora                            | Milagros            |                                |
| 2013      | Farsantes                            | Viviana             |                                |
| 2013      | Televisión por la justicia           |                     | Episodio: «Hermanas»           |
| 2014      | Guapas                               | Claudia Blanco      |                                |
| 2014-2015 | Noche y día                          | Amanda Cejas        |                                |
| 2015      | Variaciones Walsh                    | Rosario Funes       | Episodio: «La trampa»          |
| 2015      | Conflictos modernos                  | Paola Lombardi      | Episodio: «Telecomunicaciones» |
| 2016      | Silencios de familia                 | Aldana Silva        |                                |
| 2017      | Quiero vivir a tu lado               | Sonia Turdo         |                                |
| 2019      | Otros pecados                        | Norma Rodríguez     | Episodio: «La campaña»         |
| 2019      | Pequeña Victoria                     | Ámparo Rey          |                                |
| 2022      | María Marta: el crimen del Country   | Juana Gómez Andrada |                                |
| 2023-2025 | División Palermo                     | Carolina Ponce      |                                |
| 2023      | Argentina, tierra de amor y venganza | Delia               |                                |

### Web
| Año  | Título                | Papel   | Notas                          |
| ---- | --------------------- | ------- | ------------------------------ |
| 2020 | Casa de familia       | Claudia |                                |
| 2021 | Parte de una religión | Valeria |                                |
| 2021 | Cross                 | Claudia |                                |
| 2022 | Chalet                | Mónica  | Episodio: «Parque de la costa» |

## Teatro
| Obra                                                   | Año  | Director                            | Escritor                            |
| ------------------------------------------------------ | ---- | ----------------------------------- | ----------------------------------- |
| La vida extaordinaria                                  | 2022 | Mariano Tenconi Blanco              | Mariano Tenconi Blanco              |
| Durmiendo con el enemigo. Capítulo de Teoría King Kong | 2022 | Victoria Roland                     | Virginie Despentes                  |
| Mujer Puerca                                           |      | Lisandro Rodríguez                  | Santiago Loza                       |
| La vida Extraordinaria                                 | 2018 | Mariano Tenconi Blanco              | Mariano Tenconi Blanco              |
| La Verdad de Florian Zeller                            |      | Ciro Zorzoli                        |                                     |
| Invencible                                             |      | Daniel Veronese                     | Torben Betts                        |
| Bajo Terapia                                           |      | Daniel Veronese                     | Matías De Federico                  |
| Esplendor                                              |      | Gustavo Tarrio                      | Santiago Loza                       |
| Estado de Ira                                          |      |                                     |                                     |
| Crónicas                                               |      | Ciro Zorzoli                        | Xavier Durringer                    |
| Brecht                                                 |      | Agustín Mendilaharzu y Walter Jakob | Agustín Mendilaharzu y Walter Jakob |
| Cineastas                                              |      | Mariano Pensotti                    | Mariano Pensotti                    |
| Dos Minas                                              |      | Alejandro Catalán                   |                                     |
| Paraná Porá                                            |      | Maruja Bustamante                   | Maruja Bustamante                   |

## Premios y Reconocimientos
Recibió el Premio Teatro del Mundo por Mejor Actuación Femenina por la La Mujer Puerca, a nivel de cine recibió el premio Cóndor de Plata por su actuación en la película Las Siamesas.
En 2021 recibió el Premio Konex, en reconocimiento de su trayectoria durante la última década en Unipersonal.